# Pastinaca hispidula
Pastinaca hispidula är en flockblommig växtart som beskrevs av Koso-pol. Pastinaca hispidula ingår i släktet palsternackor, och familjen flockblommiga växter. Inga underarter finns listade i Catalogue of Life.